# Парламентские выборы в ЮАР (1987)
Парламентские выборы в Южной Африке проходили 6 мая 1987 года. Страна в это время находилась на чрезвычайном положении, что наложило отпечаток на голосование. Национальная партия под руководством Питера Боты вновь одержала победу, несмотря на серьёзную правую оппозицию, получив 123 из 166 избиравшихся мест Палаты собраний. Кабинет министров, образованный Ботой, продержался до 1989 года.
Правая оппозиция, оформивавшаяся в Консервативную партию, выступала против даже ограниченного разделения власти с индийцами и цветными, которое было введено после конституционного референдума 1983 года. Её лидером был бывший председатель Брудербонда, известный как министр образования во время восстания в Соуэто, Андиес Трёрнихт. После выборов, на которых Консервативная партия получила 22 места парламента, она сменила Прогрессивную федеральную партию как официальная оппозиция.
В результате разделения голосов либеральных избирателей, выступавших против националистов, Прогрессивная федеральная партия потеряла места в парламенте и перестала быть официальной оппозицией.

## Результаты
| Партия | Партия                                | Лидер                       | Голоса    | %      | Избираемых мест | Прочих мест | Всего мест | +/- | % мест |
| ------ | ------------------------------------- | --------------------------- | --------- | ------ | --------------- | ----------- | ---------- | --- | ------ |
|        | Национальная партия                   | Питер Бота                  | 1 075 642 | 51,98% | 123             | 10          | 133        | ▼10 | 74,7%  |
|        | Консервативная партия                 | Андриес Трёрнихт            | 574 502   | 19,44% | 22              | 1           | 23         | ▲23 | 12,9%  |
|        | Прогрессивная федеральная партия      | Колин Эглин                 | 288 579   | 13,95% | 19              | 1           | 20         | ▼7  | 11,2%  |
|        | Восстановленная национальная партия   | Йаап Марес                  | 62 888    | 3,1%   | 0               | 0           | 0          |     | 0,0%   |
|        | Новая республиканская партия          | Билл Саттон                 | 40 494    | 2,0%   | 1               | 0           | 1          | 7▼  | 0,6%   |
|        | Прочие, включая Независимое движение2 | Вайнанд Мелен Дэнис Уорролл | 27 149    | 1,3%   | 1               | 0           | 1          | 1▲  | 0,6%   |
|        | Всего                                 |                             | 2 069 254 | 100,0% | 166             | 12          | 178        |     | 100,0% |

- 1 Включая назначенные и дополнительные места.
- 2 Место, полученное Независимым движением.
- 3 По сравнению с выборами 1981 года.